# ژیل دو گوبرویل
ژیل دو گوبرویل (به فرانسوی: Gilles de Gouberville) روزنامه‌نگار قرن شانزدهم میلادی اهل فرانسه است.